# Kalanchoe spathulata
Kalanchoe spathulata es una especie de planta suculenta del género Kalanchoe, se encuentra en las regiones tropicales de Asia.

## Descripción
Kalanchoe integra e una planta perenne glabra o con pelusa en la parte superior que alcanza un tamaño de 30 a 120 centímetros de altura. El tallo cilíndrico y fuerte, con un diámetro de 5 a 15 milímetros. Las hojas son carnosas con forma ovalada, oblongas y sésiles. Las hojas superiores están más separadas y son muy estrechas.  El margen de la hoja es entero o ligeramente dentado o con  ranurado irregular.
Las  inflorescencias son terminales en panículas de  entre 5 y 20 centímetros de ancho. Las  flores en largos tallos 5 a 20 milímetros. La corola es de color amarillo puro y forma un tubo de 10 a 25 milímetros de largo, cilíndrico.
Los frutos son  folículos verticales que contienen numerosas semillas alargadas, marrón rojizo 0,7 milímetros.

## Distribución y hábitat
Kalanchoe spathulata está en altitudes desde 300 hasta 1.500 metros en las regiones tropicales y subtropicales de Asia, generalizada en terrenos pedregosos. 

## Taxonomía
Kalanchoe spathulata fue descrita por (Medik.) Kuntze  y publicado en Revisio Generum Plantarum 1: 229. 1891.
Etimología
Ver: Kalanchoe
Sinonimia
- Cotyledon integra Medik.	basónimo
- Kalanchoe integra DC.
- Kalanchoe yunnanensis Gagnep.[2]